# Ości (powieść)
Ości – powieść Ignacego Karpowicza opublikowana w 2013 roku. Znalazła się w finale Nagrody Literackiej Nike 2014 oraz otrzymała wyróżnienie czytelników przyznawane w ramach tej nagrody.

## Treść
Powieść opisuje perypetie grupy ludzi, których łączą osobliwe relacje. Młode, pełne przeciwieństw małżeństwo Mai i Szymona – ona jest nerwowa i neurotyczna, on jest racjonalistą. Oboje uwikłani są w pozamałżeński romans, którego nie próbują ukryć między sobą. Jest także para gejów – nieco staroświecki, ceniący zacisze domowe Andrzej i jego partner Krzyś, w którym od lat podkochuje się Norbert. Ale ten jest w monogamicznym związku z Wietnamczykiem Kuanem, biznesmenem występującym nocami jako drag queen, mężem Mari, która stara się nie dopuszczać jego sekretu do świadomości. Jednocześnie Norbert nawiązuje romans z Ninel Czeczot, sportretowaną sześćdziesięcioletnią feministką i socjolożką.
Wielorakość wątków i postaci tworzy fragmentaryczną fabułę, w której wszyscy bohaterowie nadzwyczaj zgodnie koegzystują. Wchodzą między sobą w wieloznaczną zależność, próbując tworzyć związki, budować relacje, które wpływają na ich życie nieustannie je komplikując. Zdaniem Przemysława Czaplińskiego jest to: jeden z najciekawszych utworów o rodzinie, jakie zdarzyło mi się czytać w polskiej literaturze ostatnich kilkunastu lat. Pisarz pokazał rodzinę w ruchu – jako dynamiczną konstelację, która przyłącza nowych członków.